# Forteresse de Basso
Pour les articles homonymes, voir Basso.
La forteresse de Basso (en italien  la Fortezza da Basso, littéralement : Forteresse du Bas), de nom officiel Fortezza di San Giovanni Battista, est l'œuvre majeure des fortifications modernes (mura di Firenze) du XVIe siècle de la ville de Florence.

## Histoire
Elle fut construite par Pier Francesco da Viterbo et Antonio da Sangallo le Jeune entre 1534 et 1537 sur l'impulsion d'Alexandre de Médicis, sous le contrôle de son oncle Jules de Médicis, le pape Clément VII, qui en exerçait le vrai pouvoir.
Elle adopte un plan pentagonal en avant-corps, des courtines arrières et des casemates à flancs retirés. Outre son rôle défensif évident envers les incursions extérieures, elle devait également servir de refuge au gouvernement lors des soulèvements populaires car sa date de construction coïncide avec le retour des Médicis au pouvoir à Florence.
Pour décorer la chapelle de la forteresse, le chevalier de l'ordre de Saint-Étienne, Baldassare Suarez, a commandé au peintre Santi di Tito, un tableau représentant Le Christ mort pleuré par la Vierge, saint Jean-Baptiste, sainte Catherine d'Alexandrie et Baldassare Suarez. Daté des années 1575-1580, il est aujourd'hui conservé à la galerie de l'Académie de Florence.

## Description
La fortification située en plaine, aurait dû, selon les canons de l'architecture militaire de l'époque, avoir un plan régulier avec des bastions entièrement développés, identiques les uns aux autres et dotés d'orillons.
Au lieu de cela, un plan pentagonal irrégulier a été choisi pour insérer le côté de base dans les murs arnolfiens « murs arnolfiens »[réf. nécessaire] préexistants : au centre de ce côté, le plus long, un pseudo donjon a été construit, structure extrêmement originale qui incorpore l'ancienne Porta Faenza. Il s'agit en réalité d'une plate-forme de tir qui est une sorte de mini bastion inventé par Antonio da Sangallo pour interrompre les courtines trop longues et les protéger du feu rasant de l'artillerie.
La structure était donc de type mixte, avec la partie tournée vers l'extérieur pleinement développée et régulière, tandis que du côté de la ville prévalait le besoin de ne pas trop envahir l'espace urbain. Un plan similaire peut être trouvé dans la citadelle (qui n'existe plus) de Plaisance, également dessinée par Pier Francesco da Viterbo.
Alors que la courtine et les remparts sont construits avec des briques de faible prix (qui d'ailleurs étaient mieux à même d'absorber les obus d'artillerie), le donjon est construit en pierre solide et les murs sont sculptés d'un motif de boules décoratives - faisant allusion aux armoiries des Médicis, et de diamants : de tels éléments décoratifs, courants à la Renaissance (comme au palais des Diamants à Ferrare), n'ont plus jamais été utilisés à cette échelle dans un ouvrage militaire. À l'intérieur de la plate-forme, la grande salle octogonale, avec son extraordinaire voûte en briques à chevrons, faisait partie de la voie d'accès monumentale à la forteresse. Certains dessins à l'aquarelle des différentes étapes de la conception du bâtiment sont parvenus jusqu'à nous : ils comptent parmi les meilleurs dessins d'Antonio da Sangallo.

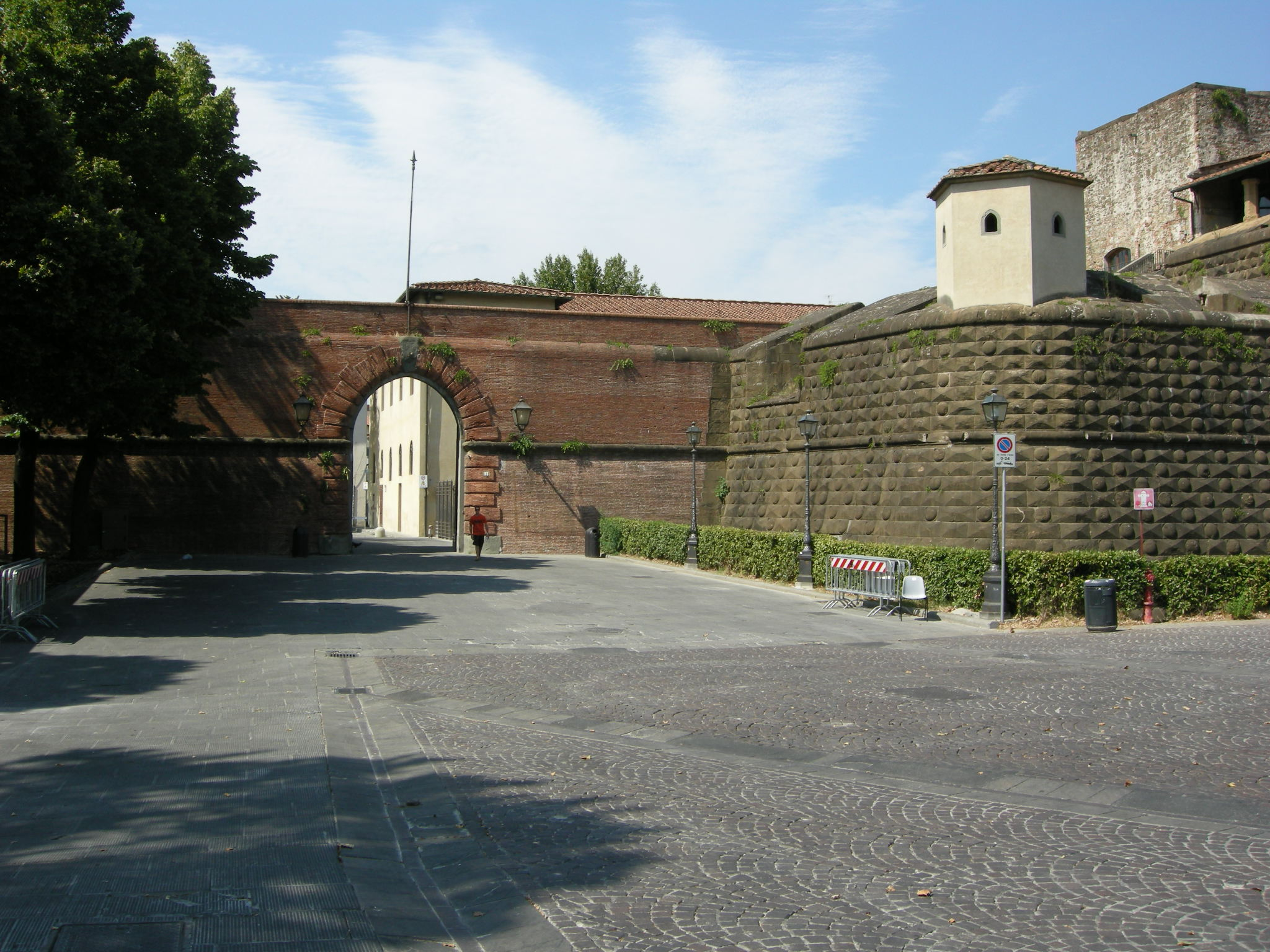
Accès à la forteresse, côté ville.
Le pseudo « donjon »
Tourelle d'observation

## Activités aujourd'hui
Lieu historique et aussi lieu de culture, elle accueille aujourd'hui :
- Un des ateliers de restauration de l'Opificio delle pietre dure pour ses travaux sur de grandes pièces.
- Une salle de concert, d'exposition ou de congrès international  :
  - Les défilés de mode du salon Pitti Immagine ;
  - En 2002, le Forum social européen  ;
  - Depuis 1995, la Biennale Internazionale dell'Arte Contemporanea di Firenze ;
  - Du 27 mai 2007 au 31 mai 2007 : ISAKOS 2007 6th biennal congress of the International Society of Arthroscopy, Knee Surgery and Orthopaedic Sports Medicine.